# John Ogdon
John Andrew Howard Ogdon (Mansfield Woodhouse, 27 gennaio 1937 – 1º agosto 1989) è stato un pianista inglese.

## Biografia
John Ogdon è nato nel 1937 a Mansfield Woodhouse, nel Nottinghamshire. Dal 1953 al 1957 è stato allievo di Richard Hall presso Royal Northern College of Music di Manchester. Nel 1961 ha vinto il primo premio al concorso Liszt di Londra e l'anno seguente ha ottenuto la definitiva consacrazione, trionfando ex aequo con Vladimir Davidovič Aškenazi alla seconda edizione del Concorso internazionale Čajkovskij di Mosca.
John Ogdon era in grado di suonare moltissimi brani a prima vista e riusciva a memorizzarli piuttosto velocemente. Ha inciso circa la metà dell'opera pianistica di Sergej Vasil'evič Rachmaninov e all'inizio della carriera le 10 sonate di Aleksandr Skrjabin. Si è distinto anche come magistrale interprete di Charles Henri Valentin Alkan e di Ferruccio Busoni e ha realizzato delle registrazioni anche in duo, con la moglie Brenda Lucas.
Il 2 febbraio 1969, alla televisione britannica, ha effettuato la prima esecuzione moderna del Concerto Allegro op. 46 di Edward Elgar: il concerto non era mai stato pubblicato e il manoscritto era stato a lungo creduto perso, ma quando venne trovato nel 1968, Ogdon, con l'aiuto di Diana McVeigh ne sviluppò una versione piena di correzioni, aggiunte e cancellature.
Scrisse oltre 200 composizioni, incluse 4 opere liriche. Trascrisse per pianoforte opere di Mozart, Stravinsky, Giovanni Pierluigi da Palestrina, Erik Satie, Wagner, George Gershwin, Jerome Kern e Cole Porter.
La salute di Ogdon non è stata mai buona: nel 1973 ha vissuto un forte esaurimento. La sua malattia non fu mai pienamente diagnosticata, ma si è pensato fosse schizofrenia (forse ereditata dal padre, morto suicida) o di depressione maniacale. Ogdon trascorse qualche tempo nel Maudsley Hospital di Londra, e in generale, aveva bisogno di più cure di quante ne fece durante i suoi tour. La sua condizione mentale, negli ultimi anni, era anche riflessa nel suo modo di suonare: in molte delle sue ultime registrazioni, è palese un degrado considerevole della sua tecnica pianistica, oramai imprecisa, irregolare, zoppicante, non più capace dei prodigi giovanili.
Nel 1983, suonò in occasione dell'apertura della Royal Concert Hall di Nottingham. Nel 1988 sono usciti, poco prima della sua morte causata da una polmonite, cinque dischi della sua registrazione dell'Opus Clavicembalisticum di Kaikhosru Shapurji Sorabji.